# Cultura del ocio
Se identifica como cultura del ocio al conjunto de patrones culturales desarrollados en las sociedades industriales como respuesta a la gradual disminución, a lo largo del siglo XX, de la jornada laboral de las clases trabajadoras.

## Desarrollo histórico

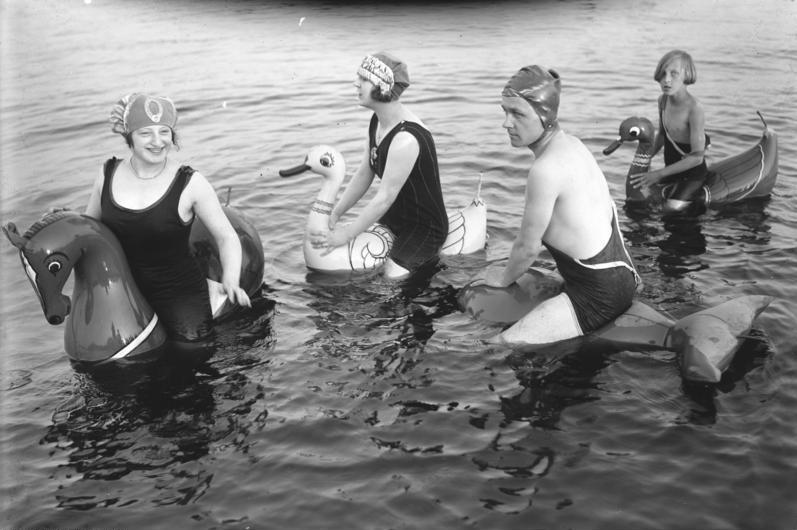
Bañistas. Alemania 1931.

Los conceptos ocio y tiempo libre cobran relevancia en la Inglaterra victoriana en paralelo con la incorporación a las fábricas de maquinaria más eficiente y la creación de los primeros sindicatos. Así, de las jornadas a menudo por encima de las dieciocho horas diarias, con los domingos como único día libre, se va pasando a lo largo del decenio de 1870 a una gradual reducción de jornada primero y a la obtención del sábado como día de descanso después.
La extensión y mayor asequibilidad de los medios de transporte, consecuencia de las nuevas redes ferroviarias, permitió a los trabajadores urbanos viajar en sus recién obtenidos días libres. También en el decenio de 1870 aparecen en Inglaterra las primeras ofertas de vacaciones a centros recreativos en la costa; una tendencia que se extendería al resto de naciones industrializadas de Europa y Norteamérica. Este proceso se consolidará a lo largo de la primera mitad del siglo XX, a medida que se desarrolla el estado del bienestar, con hitos como la adopción en 1936 por la Organización Internacional del Trabajo del Convenio 52 sobre las vacaciones pagadas.
En paralelo a todo ello surge la moderna Industria del entretenimiento, con el cine en primer lugar y el posterior desarrollo de sectores como la televisión, la industria musical o la industria de los videojuegos.

## Impacto cultural
La extensión del ocio entre las clases trabajadoras ha tenido un enorme impacto en la cultura popular, convirtiendo al pueblo llano en generador y consumidor prioritario de determinadas formas expresivas. Sirvan como ejemplo el auge de las literaturas de género, el desarrollo de formas musicales como el jazz o la aparición de nuevos soportes como el cómic o el grafiti.
La explotación comercial de estos contenidos, una vez expurgados sus elementos más transgresores, son la base para la formación de una cultura de masas, que a su vez es, desde el punto de vista cultural, un pilar básico en el fenómeno de la globalización.